# 파비안 셰어
파비안 루카스 셰어(Fabian Lukas Schär, 1991년 12월 20일 ~)는 스위스의 축구 선수이다. 현재 뉴캐슬 유나이티드와 스위스 축구 국가대표팀에서 센터백으로 뛰고 있다.

## 클럽 경력
빌에서 축구를 시작한 그는 유소년 팀을 거쳐 2009년 11월 29일, 스타드 니옹과의 경기에서 교체 투입되며 리그 데뷔전을 치렀다. 이후 2010년 10월 30일, 이베르동스포르트와의 원정 경기에서 첫 득점에 성공하며 팀의 승리에 기여하였다.
2012년 7월 4일, 바젤과 3년 계약을 맺었다. 2012년 9월 29일, 그는 1-1로 비긴 로잔 스포르트와의 원정 경기에서 스위스 슈퍼리그 데뷔전을 가진 그는 장크트 야콥 파크에서 열린 세르베트와의 홈 경기에서 파비안 프라이의 코너킥을 동점골로 연결하며 첫 득점에 성공하였고, 팀은 3-2로 승리하였다. 그는 바젤에서 3시즌을 보내면서 3번의 리그 우승을 경험했고 2012-13 시즌 유로파리그에서는 팀의 4강 진출에 기여했다.
이후 분데스리가의 호펜하임과 라리가의 데포르티보 라코루냐를 거친 그는 2018년 뉴캐슬 유나이티드와 3년 계약을 맺으며 프리미어리그 무대에 입성하게 되었다.

## 국가대표팀 경력
셰어는 2011년 11월 17일, 폴란드와의 경기에서 스위스 U-20 대표로서 처음 출전하였고 이후 U-21 대표로도 뽑혀 2013년 U-21 유럽 축구 선수권 대회 예선전 에스토니아 전에서 골을 기록하며 팀의 플레이오프 진출에 기여했다.
그는 2012년 하계 올림픽의 남자 축구 대회에서 스위스 국가대표로 출전해 첫 두 경기서 풀타임을 소화했지만 팀은 조 최하위로 탈락하였다.
2013년부터는 성인대표팀에 발탁되어 9월에 열린 아이슬란드와의 경기에서 첫 골을 득점하였고 나흘 후인 9월 10일, 2-0으로 이긴 노르웨이와의 원정 경기에서 두 골을 모두 넣었다. 이후 2014년 FIFA 월드컵, 유로 2016, 2018년 FIFA 월드컵에도 스위스 국가대표팀의 일원으로서 참가하였다.
2019년 6월, 샤르는 2019 UEFA 네이션스리그 결승에서 포르투갈과의 준결승전과 잉글랜드와의 3·4위 결정전에 출전했다. 2021년, 샤르는 UEFA 유로 2020에서 스위스 대표팀 일원으로 활동했다. 2022년 11월, 그는 카타르에서 열린 2022년 FIFA 월드컵에 출전할 스위스 대표팀에 선발되었다. 2024년 6월 7일, 샤르는 UEFA 유로 2024를 위해 스위스 대표팀에 선발되었다.
2024년 8월 26일 월요일, 샤르는 국가대표팀 은퇴를 발표했다.

## 수상 경력
바젤
- 스위스 슈퍼리그: 2012–13, 2013–14, 2014-15
- 우렌컵: 2013